# Góra, Silésia

Góra [ˈɡura] é uma aldeia no distrito administrativo de Gmina Miedźna, dentro do condado de Pszczyna, Silésia, no sul da Polónia.  Situa-se a aproximadamente 12 km (7 mi) a leste da cidade de Pszczyna e a 32 km (20 mi) a sul da capital regional Katowice .

## Monumentos
Na aldeia existe a história igreja de madeira dedicada a Santa Bárbara, construída na segunda metade do século 16. Existe também um um solar na  ul. Rybacka 10